# Matriks
Matriks (engl. The Matrix) naučnofantastični je akcioni film iz 1999. scenariste i reditelja Lane i Lili Vačauski. Glavne uloge igraju Kijanu Rivs, Lorens Fišbern, Kari-En Mos, Džo Pantolijano i Hjugo Viving. Film predstavlja distopijsku budućnost gde realnost kako je doživljava većina ljudi jeste simulirana stvarnost, koja se zove „Matriks”; stvaraju je samosvesne mašine da bi sebi potčinile ljudsku populaciju, čiju toplinu tela i električnu aktivnost koriste kao izvor energije. Računarski programer Neo saznaje da je ovo istina i počinje pobunu protiv mašina, koja uključuje druge ljude koji su oslobođeni iz „sveta sna”.
Matriks je poznat po vizuelnom efektu poznatom kao bullet time. Film je primer sajberpank podžanra. Sadrži mnoge reference na filozofske i religijske ideje, a značajno se odnosi na radove kao što je Platonov Mit o pećini, Bodrijarov Simulacra and Simulation i Kerolova Alisa u zemlji čuda. Na pristup Vačauskijevih akcionim scenama uticalo je njihovo divljenje japanskoj animaciji i filmovima sa borilačkim veštinama, kao i korišćenje koreografije borbe na filmu i vajer fu tehnika iz hongkonške filmske industrije (što je kasnije uticalo na samu holivudsku akcionu produkciju).
Film je premijerno prikazan u SAD, 31. marta 1999. godine. Širom sveta je zaradio preko 460 miliona dolara. Kritičari su ga pozitivno ocenili i osvojio je četiri Oskara te druga priznanja među kojima je i BAFTA i Nagrada Saturn. Pohvale su se odnosile najviše na inovativne vizuelne efekte, kinematografiju i vrednost u svetu zabave. Kritikovan je negativno za to što je radnja izvedena iz ranijih naučnofantastičnih radova, a pozitivno za intrigantnost. Akcija je takođe polarizovala kritičare; neki su je opisivali kao impresivnu, a drugi mislili da banalno ometa praćenje radnje. Od tada se pojavio na više lista najboljih naučnofantastičnih filmova, a 2012. je upisan u Nacionalni filmski registar da bi bio očuvan. Uspeh filma je razlog za tri nastavka, a sva tri su iscenirali i režirali Vačauskijeve: Matriks 2, Matriks 3 i Matriks: Uskrsnuća. Franšiza je naknadno proširena produkcijom stripova, video-igara i animiranih kratkih filmova — u šta su Vaučauskijevi bili uveliko uključeni, a čak je bila i nadahnuće za knjige i teorije o idejama u religiji i filozofiji.

## Radnja
Tomas A. Anderson vodi dvostruki život. U jednom je programer ugledne kompanije za proizvodnju softvera — Metacortex. U drugom je Neo, haker koji noći provodi za računarom pokušavajući da stupi u kontakt sa Morfijusom, najpoznatijim svetskim hakerom koji je u bekstvu. Uz to pati od nesanice i pokušava da dokuči nešto ali ni sam ne zna šta, jer konstantno ima osećaj da sa svetom nešto nije u redu. Jednog dana na monitoru njegovog računara pojavljuje se tekst: Šta je to Matriks? Prateći instrukcije koje zatim dobija odlazi do noćnog kluba gde sreće Triniti, poznatu hakerku koja mu kaže da može da ga poveže sa Morfijusom, ali je Neo skeptičan. Sutradan na poslu biva uhapšen. Agenti koji su ga uhapsili traže od njega da sarađuje kako bi pomoću njega došli do Morfijusa, ali ih Neo prezrivo odbija. Tada dolazi do natprirodnog događaja gde se Neu usne tope i sjedinjuju, a agenti mu u stomak ubacuju mehaničku napravu u obliku minijaturnog pauka. Nakon toga, Neo se budi misleći da je sve to bio samo san.
Ipak, Triniti ponovo stupa u kontakt s njim. Nakon što pomoću određene naprave iz Neovog stomaka izvuče minijaturnog robota koji je u stvari naprava za praćenje, Neo shvata da se događa nešto neobjašnjivo i prihvata da se vidi sa Morfijusom. Morfijus mu objašnjava da je Matriks svuda oko njih i vlada celim svetom, ali da on ne može da mu objasni šta je to zapravo već da to mora sam da otkrije. Zatim mu nudi dve pilule: plavu — nakon koje pada u san nakon čega može da nastavi da veruje u šta god hoće ili crvenu — koja će mu otvoriti vrata u novi svet i nakon koje će dobiti odgovore na sva pitanja za kojima traga celog života. Neo uzima crvenu pilulu. Posle par minuta počinje da se grči i umalo dobija srčani udar, nakon čega privremeno gubi svest.
Kada otvori oči prvo što vidi je da se nalazi u kapsuli ispunjenoj tečnošću i da je kablovima prikopčan na neke uređaje. Zatim se pojavljuje ogromni robot koji ga isključuje sa aparata i baca u otpadni kanal. Nakon toga se pojavljuje leteće vozilo iz koga izlazi hvataljka koja ga uvlači u njegovu unutrašnjost. Posle nekoliko dana provedenih u stanju mirovanja Neo je sposoban da stane na noge.
Morfijus mu objašnjava da se nalaze na Nabukodonosoru, brodu čiji je on kapetan. Zatim se obojica priključuju u virtuelnu realnost u kojoj mu Morfijus na slikovit način objašnjava da realan svet u kome je do sada živeo zapravo ne postoji. U ne tako davnoj prošlosti, ljudi su stvorili veštačku inteligenciju. Ne zna se ko je ubrzo nakon toga započeo rat, ali se zna da su ljudi spržili nebo misleći da će tako isključiti mašine čiji je glavni izvor energije bilo Sunce. Ali, mašine su otkrile da energiju mogu crpeti i iz ljudskog tela. Sve ljude na planeti prikopčali su na aparate pomoću kojih crpe energiju iz njih, istovremeno držeći njihov um u virtuelnoj realnosti — računarskom programu po imenu Matriks. Čovečanstvo nije ni svesno šta se dogodilo, jer su ljudi uvereni da je svet oko njih stvaran.
Jedini preostali grad ljudi na zemlji zove se Zajon, a njegove stanovnike čine retki pojedinci koji su uspeli da se probude iz Matriksa i njihovi potomci. Morfijus zatim objašnjava Neu da je prvi koji je uspeo da se oslobodi iz Matriksa i bio u mogućnosti da manipuliše samim programom prvi oslobodio i druge ljude. Nakon njegove smrti ostalo je proročanstvo da će se jednog dana vratiti kao Izabrani, koji će okončati rat između ljudi i mašina, a Morfijus je ubeđen da je to upravo Neo. Upozorava Nea da smrtonosne povrede u Matriksu mogu ubiti osobu i u stvarnosti, i da su agenti koje je upoznao snažni kompjuterski programi koji eliminišu ljudsku pretnju sistemu.
Grupa ulazi u Matriks da poseti Orakl (proročicu), koja predviđa dolazak Izabranog. Orakl daje govori da Neo nije Izabrani, ali ga upozorava da će uskoro biti primoran da bira između svog i Morfijusovog života. Grupu napadaju agenti i policija iz zasede u kojoj gine član njihove grupe Maus. Morfijus dopušta da ga zarobe da bi omogućio Neu i ostalima da pobegnu. Njihov saveznik Sajfer ih izdaje: sklapa dogovor sa agentima za stalan povratak u udoban život Matriksa u zamenu za Morfijusa. Na Nabukodonosoru, Sajfer ubija članove posade Sviča, Ejpoka i Dozera pre nego što ga ubije Dozerov mlađi brat Tenk.
Agenti drogiraju i ispituju Morfijusa u pokušaju da saznaju njegove pristupne šifre u glavni računar u Zajonu. Neo i Triniti se vraćaju u Matriks i spašavaju svog vođu; tokom spašavanja Neo postaje sigurniji u svoju sposobnost da manipuliše Matriksom, i konačno uspeva da izbegne metke ispaljene u njega.
Morfijus i Triniti koriste telefon da izađu iz Matriksa, ali Nea iz zasede napada agent Smit. On je nepokolebljiv i pobeđuje Smita, ali beži kad agent zaposedne drugo telo. U međuvremenu, u stvarnom svetu mašine se približavaju Nabukodonosoru. Trenutak pre nego što dosegne drugi izlaz, Nea pogađa i ubija agent Smit. Triniti, koja stoji iznad Nea u stvarnom svetu, šapuće da joj je Orakl rekla da će se zaljubiti u Izabranog. Poljubi Nea i vraća ga u život. Neo oživljava sa novom moći da razume i kontroliše Matriks, i bez napora uništava agenta Smita pre nego što se vrati u stvarni svet, na vreme da brodskim oružjem sa elektromagnetnim pulsom (EMP) uništi mašine.
Na kraju filma, Neo se vraća u Matriks, u telefonskom razgovoru obećava da će pokazati ljudima zatočenima u Matriksu da je „sve moguće”. Spušta slušalicu i odleće u nebo.

## Glumci i uloge
| Glumac            | Uloga                |
| ----------------- | -------------------- |
| Kijanu Rivs       | Neo                  |
| Lorens Fišbern    | Morfijus (Morfej)    |
| Kari-En Mos       | Triniti (Trojstvo)   |
| Hjugo Viving      | Agent Smit           |
| Džo Pantolijano   | Sajfer (Šifra)       |
| Džulijan Arahanga | Ejpok (Apok[alipsa]) |
| Markus Čong       | Tenk                 |
| Met Doran         | Maus (Miš)           |
| Glorija Foster    | Orekl (Proročište)   |
| Pol Godard        | Agent Braun          |
| Belinda Maklori   | Svič (Prekidač)      |
| Entoni Rej Parker | Dozer ([Bul]dožer)   |
| Robert Tejlor     | Agent Džouns         |

Glumci su mislili da će vežbanje borilačkih veština trajati par nedelja. Ispostavilo se da će trajati više od pet meseci (oktobar 1997 — mart 1998), prvenstveno zato što su glumci i Braća Vačauski želeli da smanje upotrebu dublera i kaskadera koliko god je to moguće. Režiseri su želeli da gledaoci vide da glumci zaista izvode akcione scene. Svaki od glumaca imao je svog ličnog kung fu učitelja.
Keri En-Mos povredila je članak tokom snimanja scene upada u federalnu zgradu, ali nikome nije rekla kako je ne bi zamenili, zbog čega sledećeg dana nije bila ustanju da hoda.
Prema rečima Dona Dejvisa, Džoni Dep bio je prvi izbor Braće Vačauski za ulogu Nea, ali je Warner Bros. želeo Breda Pita ili Vala Kilmera. Nakon što su Kilmer i Pit odbili ulogu, Warner Bros. je bio spreman da razmotri ulogu Depa, ali je istovremeno pokušavao da nametne Kijanua Rivsa, koji je naposletku i dobio ulogu. Uloga Morfijusa je najpre ponuđena Šonu Koneriju ali ju je on odbio objasnivši da ne razume scenario. Za ovu ulogu je u jednom trenutku razmatran i Gari Oldman, kao i Samjuel L. Džekson. Žan Reno odbio je ulogu agenta Smita da bi glumio u filmu Godzila. Australijski glumci koji se pojavljuju u filmu promenili su akcenat kako bi ispunili standarde tržišta u SAD.

## Proizvodnja
Matriks je snimljen u koprodukciji američkog studija  i australijskog studija Village Roadshow Pictures. Gotovo sve scene snimane su u studijima Fox u Sidneju, kao i u samom gradu. Prepoznatljivi predeli nisu uključeni kako bi se stekao utisak generički stvorenog američkog grada.

### Dizajn
U filmu je kôd koji reprezentuje sâm Matriks predstavljen kao padajući niz zelenih slovnih karaktera na monitoru računara. Ovaj kôd uključuje slovne karaktere katakane obrnute kao u ogledalu i latinična slova i brojeve. Uopšteno gledano, izgled filma uključuje prepoznatljivu zelenu boju u scenama koje se odvijaju u Matriksu, dok u scenama iz stvarnog sveta preovlađuje plava boja. U prilog tome ide i to da su planovi grada uključeni u enterijer u Matriksu, kako bi se nagovestila hladna, logična, veštačka priroda tog okruženja.
Digitalna kiša veoma podseća na slični računarski kôd u filmu Ghost in the Shell, priznati uticaj na serijal Matriks (vidi dole). Zelena boja je možda uzeta kako bi podsećala na zelenu boju starih monohromnih računarskih monitora.

### Vizuelni efekti
Film je poznat po razvoju i popularizaciji upotrebe vizuelnog efekta poznatog kao bullet time, koji omogućava gledaocu da gleda usporeni snimak neke scene dok izgleda kao da kamera kruži oko scene normalnom brzinom.
Prvobitno je predloženo da se ovo izvede tako što bi filmska kamera sa velikim brojem frejmova u sekundi bila imala fiksiranu putanju po kojoj bi velikom brzinom kružila oko scene koja se snima. Međutim, ovo je odbačeno kao neizvodljivo, jer bi kamera tokom snimanja neizbežno bila uništena. Umesto toga korišćeni metod bio je tehnički unapređena verzija stare tehnike u umetničkoj fotografiji poznat kao fotografija parčića vremena (time-slice photography), gde je veliki broj foto aparata smešten oko objekta i slika istovremeno. Kada se ovaj set snimaka posmatra kao film, gledalac vidi ono što je u stvari efekat dvodimenzionalnog „parčeta” trodimenzionalnog trenutka. Gledanje takvih parčića vremena u filmu sličan je utisku koji se u stvarnom životu dobija kada se recimo ide oko statue da bi se videlo kako izgleda iz različitih uglova.
Neke scene u filmu karakteriše efekat parčića vremena sa potpuno zamrznutim likovima i objektima. Interpolarne tehnike poboljšale su fluidnost prividnog kretanja kamere. Efekat su kasnije još više razvili Vačauskijevi i supervizor za vizuelne efekte, Džon Gejta, kako bi stvorili bullet time, koji objedinjuje privremeno kretanje, tako da umesto da bude potpuno zamrznuta scena se odvija sa sporim promenljivim pokretima. Inženjeri kompanije Manex Visual Effects bili su pioniri na polju planiranja metoda za kretanje izvan fiksiranog pogleda ka kompleksnoj putanji kamere koja stvara utisak fleksibilnog kretanja sa bilo koje tačke na drugu. Došlo je i do poboljšane fluidnosti upotrebom nelinearne interpolacije, digitalne montaže i pojavom računarski generisanog virtuelnog okruženja.
Cilj bullet time scena u filmu bio je da kreativno ilustruje tzv. um iznad materije događaje uhvaćene virtuelnom kamerom. Međutim, prvobitni tehnički pristup bio je fizički vezan za unapred definisanu perspektivu a dobijeni efekat samo je nagovestio mogućnosti prave virtuelne kamere.
Evolucija slika zasnovanih na pristupu računarski generisanim pozadinama u bullet time scenama otvorila je put za dalje inovacije koje se pojavljuju u nastavcima The Matrix Reloaded i The Matrix Revolutions. Virtualna kinematografija (računarski generisani likovi, lokacije i događaji) visoke definicije zamenila je upotrebu statične kamere otkrićem virtuelne kamere.
Ovaj film poremetio je bombastični izlazak filma Ratovi zvezda Epizoda I: Fantomska pretnja osvojivši četiri Oskara za vizuelne efekte.

### Muzika
Muziku za film komponovao je Don Dejvis. On je primetio da se ogledala često pojavljuju u filmu: odraz u Morfijusovim naočarima; agenti koji hapse Nea vide se u retrovizoru Trinitinog motocikla; Neo posmatra kako se slomljeno ogledalo obavija oko njega; odraz koji se krivi dok se kašika savija; odraz helikoptera vidljiv je dok se približava oblakoderu. Film takođe sadrži brojne reference na knjigu Alisa u zemlji čuda, čiji se nastavak zove Alisa u zemlji ogledala. Dejvis se fokusirao na temu refleksije dok je komponovao muziku za film, naizmenično između sekcija orkestra i pokušavajući da inkorporira kontrapunktne ideje.
Kao dodatak Dejvisovoj muzici, saundtrek filma sadrži i muziku umetnika kao što su Ramštajn, Rob Dugan, Rejdž agenst mašin, Propelerhedsi, Ministri, Masiv atak, Deftons, Prodidži, Rob Zombi i Merilin Menson.

## Uticaji i interpretacije
Matriks sadrži mnoge reference, kako na savremene filmove i literaturu, tako i na istorijske mitove i filozofiju, uključujući mesijanstvo, budizam, gnosticizam, hrišćanstvo, egzistencijalizam, nihilizam, vedantu, advaitu hinduizam, jogu vašišta hinduizam i sikizam. Zaplet filma podseća na Platonov alegorijski Mit o pećini, Dekartovog zlog genija, Kantovo razmatranje fenomena nasuprot noumenu i eksperiment sa mozgom u tegli, kao i Bodrijarovu studiju Simulacra and Simulation. Postoje i sličnosti sa sajberpank romanom Neuromanser Vilijama Gibsona.
Ghost in the Shell, film japanskog režisera Mamorua Ošija, imao je snažan uticaj. Producent Džoel Silver izjavio je da su Braća Vačauski svoje namere za film opisali tako što su mu pustili tu animu i rekli: „Mi hoćemo da ovo uradimo izistinski.” Micuhisa Išikava iz anime studija Production I.G., koji je producirao Ghost in the Shell primetio je da visokokvalitetni izgled anime bio snažan izvor inspiracije za Vačauskijeve. Takođe je prokomentarisao da su "...sajberpank filmovi veoma teški za opisivanje u trećem licu. Zamišljam da je Matriks vrsta filma koji je bilo veoma teško u pismenom obliku ponuditi filmskim studijima". Po njegovom mišljenju, nakon što je Ghost in the Shell postao prepoznatljiv u Americi, Vačauskijevi su ga iskoristili kao „promotivno sredstvo”.
Matriks se može posmatrati i kao priča o Isusu, gde Neo, Triniti i Morfeus predstavljaju Sveto Trojstvo. Neo predstavlja Isusa (sina), Triniti predstavlja Sveti Duh, a Morfeus predstavlja Oca. Neo takođe poseduje natprirodne moći i umire, nakon čega se ponovo vraća u život. U prilog ovoj ideji ide i činjenica da ime Anderson znači sin čovečji. Ime Neo predstavlja anagram od One (jedini, izabrani), značajno zbog puta do samospoznaje.
| „                              | Matriks je bespogovorno vrhunski „sajberpank” artefakt. | ” |
| — Vilijam Gibson, 28. 1. 2003. |                                                         |   |

Kritičari su komentarisali sličnosti sa filmovima s kraja 1990-ih kao što su Čudni dani, Grad tame i Trumanov šou. Takođe su vršena i poređenja sa strip serijalom Granta Morisona The Invisibles; Morison veruje da su Braća Vačauski plagirali njegov rad da bi napravili film. Takođe je primećena i sličnost između koncepta filma sa napravom iz dugo prikazivane serije Doctor Who. Kao i u filmu, Matriks u ovoj seriji (predstavljen u serijalu The Deadly Assassin iz 1976) ogromni je računarski sistem koji se koristi tako što se sprava prikopča na glavu, dopuštajući korisnicima da vide prikaz stvarnog sveta u kome mogu da menjaju njegove zakone fizike; ali ukoliko se desi da tamo poginu, umiru i u stvarnom svetu. Postoji i sličan Matriks koji koriste Putnici u Kornelovom spin-off romanu , gde se šupljina na vrhu kičme koristi za prikopčavanje na Matriks.

### Uticaj na filmsko stvaralaštvo
Matriks je izvršio snažan uticaj na pravljenje akcionih filmova u Holivudu. Podigao je nivo filmskih scena borbe unajmivši koreografe za borilačke veštine, kao što je Juen Vu-ping sa hongkonške scene akcionih filmova, poznate po proizvodnji filmova sa borilačkim veštinama. Uspeh filma Matriks doveo je do velike potražnje za takvim koreografima među filmskim stvaraocima koji su želeli sofisticirane scene borbe: Na primer, Vu-pingov brat, Juen Čung-Jan bio je koreograf na filmu Dardevil (2003).
Po uzoru na Matriks, filmovi su obilno počeli da koriste usporeni snimak, rotirajuću kameru, a često i slavni bullet time efekat sa likom koji je zamrznut ili se sporo kreće dok kamera kruži oko njega. Ovaj efekat je takođe i mnogo puta parodiran u komedijama kao što su Mrak film i Šrek i TV serijama Simpsonovi i Porodični čovek. Takođe je korišćen za mehaniku igre Max Payne — npr. usporeno, približeno i karakteristično istaknuto kretanje metka.

## Izlazak
Matriks je premijerno prikazan u Sjedinjenim Državama 31. marta 1999. godine.

### Prodaja i zarada
Zaradio je 171 milion $ u SAD, a 460 miliona $ širom sveta, a kasnije je postao prvi film koji je u Sjedinjenim Državama prodat u više od tri miliona primeraka na DVD-u.

### Reakcije i kritika
Kombinacija akcije prepune specijalnih efekata sa filozofskim dijalozima smatrana je svežom i uzbudljivom. Filip Strik prokomentarisao je u časopisu Sight & Sound da „ukoliko Braća Vačauski ne poseduju nikakvu originalnost u poruci, oni su zapanjujući inovatori metoda”, hvaleći filmske detalje i njegovo „obilje prizora od kojih zastaje dah”. Rodžer Ibert pohvalio je izgled i postavku filma, ali mu se nije dopala fokusiranost na akciju u završnici. Slično njemu, časopis Time Out pohvalio je "zabavljujuće genijalne" prelaze između različitih stvarnosti, "zanimljivo čudnu" glumu Huga Vivinga i kinematografiju i proizvodni dizajn filma, ali je zaključio kako se "obećavajući koncept lagano troši kako se film sve više pretvara u rutinsku akciju… samo još jedno parče preduge, vešto koncipirane obmane". Ostali kritičari kritikovali su relativni manjak humora i samopovlađivanje filma.
Godine 2001. Matriks je zauzeo 66. mesto na listi Američkog filmskog instituta pod nazivom 100 godina... 100 uzbuđenja. Časopis Entertainment Weekly nazvao je Matriks najboljim naučnofantastičnim ostvarenjem u poslednjih 25 godina.
Nekoliko stvaralaca iz oblasti naučne fantastike komentarisalo je film. Pisac Vilijam Gibson (William Gibson), ključna figura u žanru sajberpanka, nazvao je film nevinim uživanjem koje nije osetio dugo vremena, dodavši da je Neo njegov omiljeni naučnofantastični heroj svih vremena, apsolutno. Džos Vedon nazvao je film „moj broj jedan” i pohvalio njegovu priču, strukturu i dubinu, zaključivši da „funkcioniše na kome god nivou želite da ga postavite”. Filmski stvaratelj Daren Aronofski prokomentarisao je: „Izašao sam iz Matriksa [...] i razmišljao, ’Kakav naučnofantastični film sada ljudi mogu da naprave?’ Braća Vačauski su praktično uzeli sve najbolje SF ideje XX veka i od njih napravili ukusni pop kulturalni sendvič koji su svi na planeti proždrali.”

### Nagrade i nominacije
Matriks je osvojio četiri Oskara — za montažu, za obradu zvuka, za vizuelne efekte i za zvuk. Godine 1999. osvojio je Nagradu Saturn za najbolji naučnofantastični film i najbolju režiju. Matriks je takođe dobio i nagradu BAFTA za najbolji zvuk i za najbolje dostignuće na polju specijalnih vizuelnih efekata, a nominovan je i za najbolju fotografiju, scenografiju i montažu.

## Premijerna prikazivanja
- SAD — 31. mart 1999.
- Australija — 8. april 1999.
- Novi Zeland — 8. april 1999.
- Singapur — 22. april 1999.
- Malezija — 6. maj 1999.
- Danska — 7. maj 1999.
- Italija — 7. maj 1999.
- Južna Koreja — 15. maj 1999.
- Brazil — 21. maj 1999.
- Kolumbija — 21. maj 1999.
- Meksiko — 21. maj 1999.
- Tajland — 21. maj 1999.
- Kuvajt — 9. jun 1999.
- Portugalija — 9. jun 1999.
- Argentina — 10. jun 1999.
- UK — 11. jun 1999.
- Nemačka — 17. jun 1999.
- Holandija — 17. jun 1999.
- Švajcarska — 18. jun 1999.
- Francuska — 23. jun 1999.
- Španija — 23. jun 1999.
- Izrael — 24. jun 1999.
- Island — 25. jun 1999.
- Indonezija — 3. jul 1999.
- Belgija — 7. jul 1999.
- Norveška — 7. jul 1999.
- Finska — 9. jul 1999.
- Švedska — 14. jul 1999.
- Estonija — 16. jul 1999.
- Mađarska — 5. avgust 1999.
- Slovačka — 5. avgust 1999.
- Poljska — 13. avgust 1999.
- Slovenija — 19. avgust 1999.
- Grčka — 20. avgust 1999.
- Hrvatska — 26. avgust 1999.
- Bugarska — 3. septembar 1999.
- Japan — 11. septembar 1999.
- Rusija — 14. oktobar 1999.

## Spoljašnje veze
- Zvanični veb-sajt
- Matriks na veb-sajtu  (jezik: srpski)
- Matriks na veb-sajtu  (jezik: engleski)
- na veb-sajtu  (jezik: engleski)
- Matriks na veb-sajtu  (jezik: engleski)
- Matriks na veb-sajtu  (jezik: engleski)
- Matriks na sajtu IMFDb (jezik: engleski)
- na veb-sajtu  (jezik: engleski)